# Betacixius rinkihonis
Betacixius rinkihonis är en insektsart som beskrevs av Matsumura 1914. Betacixius rinkihonis ingår i släktet Betacixius och familjen kilstritar. Inga underarter finns listade i Catalogue of Life.